# Adolph Bachmeier
Adolph Bachmeier (Caramurat, 13 ottobre 1937 – 21 luglio 2016) è stato un calciatore rumeno naturalizzato statunitense, di ruolo difensore e centrocampista. 
Era noto anche con il nome Adolf. Bachmeier è stato inserito nella Illinois Soccer Hall of Fame nel 1984, the National Soccer Hall of Fame nel 2002 e nella USASA Hall of Fame nel 2007.

## Carriera

### Club
Nato in Romania ma trasferitosi negli Stati Uniti d'America, svolse la sua intera carriera calcistica a Chicago.
Dopo aver militato nei Chicago Schwaben e nei Chicago Kickers, passò nella stagione 1968 ai Chicago Mustangs, raggiungendo il secondo posto della Lakes Division.
L'anno successivo tornò nei Chicago Kickers.

### Nazionale

#### Olimpica
Nel 1964 gioca tre incontri con la nazionale olimpica di calcio degli Stati Uniti d'America impegnata nelle qualificazioni ai Giochi della XVIII Olimpiade.

#### Maggiore
Bachmeier militò nella nazionale di calcio degli Stati Uniti d'America, vestendo la maglia degli The Stars & Stripes in 15 occasioni.

## Statistiche

### Cronologia presenze e reti in Nazionale
| Cronologia completa delle presenze e delle reti in nazionale ― Stati Uniti | Cronologia completa delle presenze e delle reti in nazionale ― Stati Uniti | Cronologia completa delle presenze e delle reti in nazionale ― Stati Uniti | Cronologia completa delle presenze e delle reti in nazionale ― Stati Uniti | Cronologia completa delle presenze e delle reti in nazionale ― Stati Uniti | Cronologia completa delle presenze e delle reti in nazionale ― Stati Uniti | Cronologia completa delle presenze e delle reti in nazionale ― Stati Uniti | Cronologia completa delle presenze e delle reti in nazionale ― Stati Uniti |
| Data                                                                       | Città                                                                      | In casa                                                                    | Risultato                                                                  | Ospiti                                                                     | Competizione                                                               | Reti                                                                       | Note                                                                       |
| -------------------------------------------------------------------------- | -------------------------------------------------------------------------- | -------------------------------------------------------------------------- | -------------------------------------------------------------------------- | -------------------------------------------------------------------------- | -------------------------------------------------------------------------- | -------------------------------------------------------------------------- | -------------------------------------------------------------------------- |
| 28-05-1959                                                                 | Los Angeles                                                                | Stati Uniti                                                                | 1 – 8                                                                      | Inghilterra                                                                | Amichevole                                                                 | -                                                                          |                                                                            |
| 05-02-1961                                                                 | Bogotà                                                                     | Colombia                                                                   | 2 – 0                                                                      | Stati Uniti                                                                | Amichevole                                                                 | -                                                                          |                                                                            |
| 07-03-1965                                                                 | Los Angeles                                                                | Stati Uniti                                                                | 2 – 2                                                                      | Messico                                                                    | Qual. Mondiali 1966                                                        | -                                                                          |                                                                            |
| 12-03-1965                                                                 | Città del Messico                                                          | Messico                                                                    | 2 – 0                                                                      | Stati Uniti                                                                | Qual. Mondiali 1966                                                        | -                                                                          |                                                                            |
| 21-03-1965                                                                 | Tegucigalpa                                                                | Honduras                                                                   | 1 – 1                                                                      | Stati Uniti                                                                | Qual. Mondiali 1966                                                        | -                                                                          |                                                                            |
| 15-09-1968                                                                 | New York                                                                   | Stati Uniti                                                                | 3 – 3                                                                      | Israele                                                                    | Amichevole                                                                 | -                                                                          | Uscita                                                                     |
| 25-09-1968                                                                 | New York                                                                   | Stati Uniti                                                                | 0 – 4                                                                      | Israele                                                                    | Amichevole                                                                 | -                                                                          | Uscita                                                                     |
| 17-10-1968                                                                 | Toronto                                                                    | Canada                                                                     | 4 – 2                                                                      | Stati Uniti                                                                | Qual. Mondiali 1970                                                        | -                                                                          |                                                                            |
| 20-10-1968                                                                 | Port-au-Prince                                                             | Haiti                                                                      | 3 – 6                                                                      | Stati Uniti                                                                | Amichevole                                                                 | -                                                                          |                                                                            |
| 23-10-1968                                                                 | Port-au-Prince                                                             | Haiti                                                                      | 1 – 0                                                                      | Stati Uniti                                                                | Amichevole                                                                 | -                                                                          |                                                                            |
| 27-10-1968                                                                 | Atlanta                                                                    | Stati Uniti                                                                | 1 – 0                                                                      | Canada                                                                     | Qual. Mondiali 1970                                                        | -                                                                          |                                                                            |
| 02-11-1968                                                                 | Kansas City                                                                | Stati Uniti                                                                | 6 – 2                                                                      | Bermuda                                                                    | Qual. Mondiali 1970                                                        | -                                                                          |                                                                            |
| 10-11-1968                                                                 | Hamilton                                                                   | Bermuda                                                                    | 0 – 2                                                                      | Stati Uniti                                                                | Qual. Mondiali 1970                                                        | -                                                                          |                                                                            |
| 20-04-1969                                                                 | Port-au-Prince                                                             | Haiti                                                                      | 2 – 0                                                                      | Stati Uniti                                                                | Qual. Mondiali 1970                                                        | -                                                                          |                                                                            |
| 11-05-1969                                                                 | San Diego                                                                  | Stati Uniti                                                                | 0 – 1                                                                      | Haiti                                                                      | Qual. Mondiali 1970                                                        | -                                                                          |                                                                            |
| Totale                                                                     |                                                                            | Presenze                                                                   | 15                                                                         |                                                                            | Reti                                                                       | 0                                                                          |                                                                            |